# Codice dei punteggi
Il Codice dei Punteggi (CdP) è lo strumento di valutazione degli esercizi nelle competizioni di Ginnastica Artistica ai Giochi Olimpici, Giochi Olimpici Giovanili, Campionati del Mondo, Competizioni locali e intercontinentali, Incontri internazionali. Esiste un CdP specifico per la sezione maschile e uno per la sezione femminile. Esso fornisce una guida utile per allenatori e ginnasti nella strutturazione degli esercizi ed offre le linee guida per giudicare correttamente e imparzialmente gli esercizi degli atleti.
Gli obiettivi principali del CdP sono:
- Offrire uno strumento oggettivo di valutazione degli esercizi di ginnastica a tutti i livelli di competizione, locale, nazionale e internazionale
- Standardizzare il metodo di giudizio delle quattro fasi delle competizioni ufficiali FIG (Fédération Internationale de Gymnastique):

1. Qualificazioni
2. Finali a squadre
3. Finali individuali
4. Finali individuali agli attrezzi

- Assicurare l’identificazione del miglior ginnasta in ogni competizione

- Guidare allenatori e ginnasti nella composizione degli esercizi

- Fornire informazioni riguardo alla fonte di ulteriori indicazioni tecniche e norme utili, durante le competizioni, a giudici, allenatori e ginnasti

## Norme relative ai partecipanti alle competizioni
Nel CdP sono sanciti i diritti, le responsabilità e i doveri dei ginnasti e degli allenatori, con le rispettive penalità in caso di trasgressione delle regole.
Tra le violazioni passibili di penalità vi sono:
- Violazioni delle norme sull’abbigliamento
- Uso scorretto del magnesio e/o danneggiamento dell’attrezzo
- Cambiare l’altezza dell’attrezzo senza autorizzazione
- Modificare o togliere le molle delle pedane
- Comportamento antisportivo (Es: incitare, fare segnali o parlare direttamente ai ginnasti durante l'esercizio, parlare a giudici attivi durante la competizione, ritardare o interrompere ingiustificatamente la gara, ecc.)
- Altri comportamenti flagranti, indisciplinati e offensivi (Es: presenza irregolare del numero di persone previsto in campo gara durante la competizione, ecc.)

Inoltre, il CdP descrive anche le norme e la struttura della Giuria agli attrezzi: nelle Competizioni ufficiali della FIG, nei Campionati del Mondo e nei Giochi Olimpici, la Giuria all’attrezzo è composta da un Pannello D (Difficoltà), un Pannello E (Esecuzione) e un Pannello R (Riferimento). In altre Competizioni internazionali e in quelle nazionali e locali sono possibili modifiche alla composizione della Giuria agli attrezzi.
I giudici D registrano tutto l’esercizio con la simbologia, valutano indipendentemente, senza pregiudizi e determinano congiuntamente la Nota D dell’esercizio. È ammessa la discussione. Il punteggio D comprende:
- Il Valore delle Difficoltà
- Le Esigenze di Composizione
- Gli Abbuoni di Collegamento, basati su regole specifiche ad ogni attrezzo

I giudici E devono osservare gli esercizi attentamente, valutare gli errori e applicare le corrispondenti penalità correttamente, indipendentemente e senza consultarsi con gli altri giudici. I giudici responsabili del punteggio E registrano le penalità per:
- Falli Generali
- Falli di Esecuzione specifici dell’attrezzo
- Falli di Artisticità

I giudici R per i Giochi Olimpici e i Campionati del Mondo sono stati introdotti per avere un sistema di correzione automatico e veloce in caso di problemi con i punteggi relativi all’Esecuzione. Essi potranno essere utilizzati in occasione di tutte le Competizioni ufficiali della FIG. Per le altre gare è possibile, ma non obbligatorio usare i giudici di Riferimento.
Infine, i Giudici di Linea stabiliscono al Corpo Libero e al Volteggio se i ginnasti escono dalla linea di demarcazione e segnalano il fallo alzando una bandierina, i Cronometristi cronometrano la durata dell’esercizio (a Corpo Libero e Trave nella femminile) e cronometrano il tempo di caduta (a Trave e Parallele nella femminile).
I giudici devono essere seduti ad una distanza dall’attrezzo che consenta loro una visione indisturbata dell’intera esecuzione e gli permetta di adempiere i loro compiti.
I Segretari sono responsabili della correttezza di tutti i dati inseriti nel computer:
- Rispetto dell’ordine di salita delle squadre e dei ginnasti
- Accensione delle luci verde e rossa
- Corretta esposizione del Punteggio Finale

## Valutazione degli esercizi
Il Punteggio Finale ad ogni attrezzo sarà stabilito utilizzando due punteggi distinti, il punteggio D e il punteggio E. La Giuria D stabilisce il punteggio D, cioè il contenuto dell’esercizio e la Giuria E stabilisce il punteggio E, cioè esecuzione e artisticità.
Il punteggio D a Volteggio è il Valore di Difficoltà indicato nell’apposita Tabella dei Salti, mentre il punteggio D a Parallele, Trave e Corpo Libero comprende gli 8 elementi di difficoltà di maggior valore (inclusa l’uscita), le esigenze di composizione e gli abbuoni di collegamento. 
- I Valori di Difficoltà (VD) sono elementi della Tabella degli Elementi nel CdP e vengono classificati in lettere, secondo un ordine crescente di valore e di difficoltà:

A = 0,10 
B = 0,20 
C = 0,30 
D = 0,40 
E = 0,50 
F = 0,60 
G = 0,70 
H = 0,80
I = 0,90
J = 1,00
K = 1,10
- Le Esigenze di Composizione (EC) sono specifiche per ogni attrezzo: ci sono 4 EC per Parallele, Trave e Corpo Libero ognuna delle quali vale 0,50 punti. È possibile ottenere un massimo di 2,00 punti.[1]

- Gli Abbuoni di Collegamento (AC) vengono assegnati per eccezionali combinazioni di elementi a Parallele, Trave e Corpo Libero e possono essere valutati 0,10, 0,20, 0,30 o 0,40 punti. Per ottenere l'AC il collegamento deve essere eseguito senza caduta.[1]

Il punteggio E comprende le penalità per falli generali, di esecuzione e di artisticità di presentazione. Per esecuzione e artisticità di presentazione perfette, la ginnasta può ottenere un punteggio massimo di 10.00 punti. Ogni esecuzione è valutata dai giudici E in relazione alle aspettative di un’esecuzione perfetta, secondo la tecnica specifica richiesta, tutte le deviazioni da questa aspettativa vengono penalizzate. Alcuni esempi delle penalità riguardanti la giuria E sono: 
- Braccia o gambe piegate
- Gambe o ginocchia aperte
- Insufficiente altezza degli elementi
- Piedi rilassati o non in estensione
- Perdita di equilibrio
- Caduta sul tappeto

Le penalità per falli di esecuzione e artisticità sono sommate tra loro e poi sottratte da 10,00 punti, per determinare il punteggio E.
Il Punteggio Finale di un esercizio sarà stabilito dalla somma del punteggio D e del punteggio E.
Punteggio D + Punteggio E = Punteggio Finale